# Pseudotrochalus lamtoensis
Pseudotrochalus lamtoensis är en skalbaggsart som beskrevs av Frey 1970. Pseudotrochalus lamtoensis ingår i släktet Pseudotrochalus och familjen Melolonthidae. Inga underarter finns listade i Catalogue of Life.